# Протоспатар
Протоспатар или Протоспатариј (грч. Πρωτοσπαθάριος) је била византијска титула, која је до и током X века спадала међу висока звања, додељивана махом заповедницима тема. Њени носиоци су обично постајали и чланови сената, а значај титуле је опао у XI веку. Поред домаћих достојанственика, ова титула је додељене и неким страним владарима, међу којима је био и први српски краљ Михајло Војислављевић.

## Титула Протоспатра
Титула је први пут забележена 718. године, када се помиње Сергије, протоспатар и стратег Сицилије.
Значајни подаци о овој титули, везани су за X веки. Њени носиоци су се делили на брадате и евнухе, а неки од њих су имали и посебне дужности, попут:
- Протоспатри Хризотриклина или Лаузакиона су имали обавезе у царској великој палати
- Протоспатри Базиликоиа Антропоиа су имали војне и паравојне обавезе
- Протоспатри те Филе су имали правосудне обавезе

Годишња плата протоспатра је износила 72 номизме, али је значај титуле вишеструко превазилазио новчану добит коју је доносила. Знамење брадатих протоспатара биле су златне огрлице са драгим камењем и мачеви, насупрот евнусима протоспатрима, који су носили беле одежде и огртаче украшене златом.
Последњи сигуран помен ове титуле забележен је 1115. године, а после тога се спомиње само код Псеудо-Кодина у XIV веку, на списку титула, као и на једном печату, који поједини научници датирају у XIII век.
Прикази ових достојанственика у илуминираним рукописима, мењали су се током времена.